# Oh, Inverted World
Oh, Inverted World – album studyjny zespołu The Shins wydany 19 czerwca 2001; uzyskał pozytywne oceny od krytyków. Początkowo wytwórnia Omnibus Records wydała album w niewielkim nakładzie na winylu. Sub Pop wydała reedycję albumu zarówno na płycie analogowej, jak i na CD (na późniejszych wydaniach widnieje jedynie logo Sub Pop).
Dwa utwory pochodzące z albumu (("Caring Is Creepy" i "New Slang") znalazły się na ścieżce dźwiękowej do filmu Powrót do Garden State wyreżyserowanym przez Zacha Braffa.
Magazyn Pitchfork umieścił album na 115. miejscu swojej listy 200. najlepszych albumów lat 2000..

## Spis utworów[8]
Wszystkie utwory autorstwa Jamesa Mercera.
1. "Caring Is Creepy" – 3:20
2. "One by One All Day" – 4:09
3. "Weird Divide" – 1:58
4. "Know Your Onion!" – 2:29
5. "Girl Inform Me" – 2:21
6. "New Slang" – 3:51
7. "The Celibate Life" – 1:51
8. "Girl on the Wing" – 2:50
9. "Your Algebra" – 2:23
10. "Pressed in a Book" – 2:55
11. "The Past and Pending" – 5:22
12. "Sphagnum Esplanade" (bonusowy utwór na japońskiej wersji albumu) – 4:20